# Luc Olivier Razafitsimialona
Luc Olivier Razafitsimialona (* 10. Oktober 1969 in Ambositra) ist ein madagassischer Geistlicher und ernannter römisch-katholischer Bischof von Tôlagnaro.

## Leben
Luc Olivier Razafitsimialona besuchte die Knabenseminare in Farafangana und Antsirabe. Er absolvierte seine staatliche Dienstpflicht in Faratsiho. Anschließend studierte er Philosophie und Theologie am Priesterseminar in Fianarantsoa. Am 9. August 1998 empfing er das Sakrament der Priesterweihe für das Bistum Ihosy.
Nach der Priesterweihe studierte er von 1998 bis 2000 am Katholischen Institut von Madagaskar und erwarb das Lizenziat in Theologie. Nach einem Jahr als Domkaplan und Vizerektor des Knabenseminars war er von 2001 bis 2003 Rektor des Knabenseminars sowie Verantwortlicher für die Begleitung der Seminaristen des Bistums, Präsident der diözesanen Priestergemeinschaft und Vizedirektor des diözesanen Radiosenders Avec. Außerdem gehörte er in dieser Zeit der Kommission für die Katechese und dem Konsultorenkollegium an. Von 2004 bis 2005 war er Generalvikar des Bistums Ihosy. Von 2005 bis 2009 absolvierte er an der Universität Freiburg in der Schweiz den ersten Teil seines Doktoratsstudiums. Während dieser Zeit war er außerdem in Freiburg im Üechtland in der Krankenhaus- und Pfarrseelsorge tätig. Er kehrte in sein Heimatbistum zurück, das er von 2009 bis 2011 während der Sedisvakanz als Diözesanadministrator verwaltete. Der neue Bischof von Ihosy, Fulgence Razakarivony, ernannte ihn 2011 erneut zum Generalvikar sowie zum Dompfarrer an der Kathedrale von Ihosy. Bis 2015 war er außerdem erneut Vizedirektor des Diözesanradios Avec und Mitglied des Konsultorenkollegiums. Von 2015 bis 2018 setzte er seine Studien in Freiburg fort und wurde an der dortigen Universität promoviert. Ab 2019 war er Professor am Priesterseminar Saint Jean-Baptiste in Vohitsoa und ab 2023 zusätzlich dessen Wirtschaftsleiter.
Papst Franziskus ernannte ihn am 5. Dezember 2023 zum Bischof von Tôlagnaro.